# Andy Beckett
Andy Beckett (* 1969) ist ein britischer Historiker und Journalist.

## Leben
Beckett studierte Geschichte der Neuzeit am Balliol College, University of Oxford und Journalismus an der University of California.
Er schreibt für den Guardian, die London Review of Books und das New York Times-Magazin.
Außerdem schrieb Beckett einige Bücher.

## Werke
- Pinochet in Piccadilly: Britain and Chile’s Hidden History (London: Faber & Faber, 2002).
- When the Lights Went Out: Britain in the Seventies (London: Faber & Faber, 2009).
- Promised You A Miracle: Why 1980–82 Made Modern Britain (London: Allen Lane, 2015).